# Eduard Stiefel
Eduard L. Stiefel (21 de abril de 1909 - 25 de noviembre de 1978) fue un matemático suizo. Junto con Cornelius Lanczos y Magnus Hestenes, ideó el método del gradiente conjugado y dio lo que ahora se entiende como una construcción parcial de la clase de Stiefel-Whitney de un fibrado vectorial, cofundando así el estudio de las clases características.

## Biografía

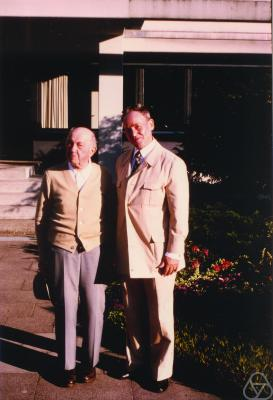
Eduard Stiefel (derecha) junto con Otto Volk en Oberwolfach, 1978

Stiefel ingresó en la Escuela Politécnica Federal de Zúrich en 1928. Se doctoró en 1935 bajo la dirección de Heinz Hopf. Su tesis se tituló "Richtungsfelder und Fernparallelismus in n-dimensionalen Mannigfaltigkeiten" (Campos direccionales y paralelismo de larga distancia en variedades n-dimensionales), tras lo que completó su habilitación docente en 1942. Además de sus actividades académicas, también estuvo activo como oficial militar, alcanzando el rango de coronel en el ejército suizo durante la Segunda Guerra Mundial.
En 1943 obtuvo una cátedra en la Escuela Politécnica Federal de Zúrich, donde fundó Instituto de Matemáticas Aplicadas cinco años después. El objetivo del nuevo instituto era diseñar y construir una computadora electrónica (la Elektronische Rechenmaschine der ETH, o ERMETH). Pasó un año en los Estados Unidos a partir de agosto de 1951. Durante este tiempo, conoció a Magnus Hestenes y a muchos otros científicos en el Instituto Nacional de Estándares y Tecnología y estas asociaciones profesionales le fueron de gran utilidad durante el resto de su carrera en Zúrich.

## Eponimia
- Variedad de Stiefel
- Clase de Stiefel-Whitney